# Real Unión Club de Irún
Il Real Unión Club de Irún, chiamato comunemente Real Unión, è una società calcistica spagnola con sede a Irun, nei Paesi Baschi. Gioca nella Primera Federación, la terza serie del campionato spagnolo.
Il club, ritenuto tra quelli storici in quanto cofondatore del campionato spagnolo, ha vinto per quattro volte la Coppa del Re. Il declino cominciò nei primi anni '30 con l'avvento del professionismo: da allora il club sprofondò nelle categorie inferiori.

## Tornei nazionali
- 1ª División: 4 stagioni
- 2ª División: 10 stagioni
- 2ª División B: 27 stagioni
- 3ª División: 40 stagioni

## Palmarès

### Competizioni nazionali
- Coppa di Spagna: 4

1913, 1918, 1924, 1927
- Segunda División B: 2

2002-2003, 2008-2009
- Tercera División: 4

1957-1958, 1963-1964, 1991-1992, 1992-1993
- Copa Federación de España: 1

2014-2015
- Campione di Spagna Amatori: 1

1934
- Campione di Spagna Aficionados: 1

1987

### Competizioni regionali
- Campione di Gipuzkoa: 9

1920, 1921, 1922, 1924, 1926, 1928, 1930, 1931, 1947
- Campione del Nord: 1

1918

### Altri piazzamenti
- Coppa di Spagna:

Finalista: 1922
Semifinalista: 1912, 1920, 1921, 1926
- Segunda División:

Terzo posto: 1939-1940 (gruppo II)
- Segunda División B:

Secondo posto: 2004-2005 (gruppo II)
- Tercera División:

Secondo posto: 1959-1960, 1962-1963, 1966-1967, 1968-1969
Terzo posto: 1998-1999
- Copa Federación de España:

Semifinalista: 2016-2017

## Organico

### Rosa 2023-2024
Aggiornata al 6 dicembre 2023.
| N. |                   | Ruolo | Calciatore      |
| -- | ----------------- | ----- | --------------- |
| 1  | Spagna (bandiera) | P     | Jon Irazusta    |
| 2  | Spagna (bandiera) | A     | Andoni Arzak    |
| 3  | Spagna (bandiera) | D     | Roger Riera     |
| 4  | Spagna (bandiera) | D     | Antonio Montoro |
| 5  | Spagna (bandiera) | D     | Iván Pérez      |
| 6  | Spagna (bandiera) | C     | Jagoba Beobide  |
| 7  | Spagna (bandiera) | A     | Antón Escobar   |
| 8  | Spagna (bandiera) | C     | Julen Azkue     |
| 9  | Spagna (bandiera) | A     | Asier Benito    |
| 10 | Spagna (bandiera) | C     | Enrique Rivero  |
| 11 | Spagna (bandiera) | C     | Alain Oyarzun   |
| 12 | Spagna (bandiera) | A     | Peru Ruiz       |

| N. |                   | Ruolo | Calciatore          |
| -- | ----------------- | ----- | ------------------- |
| 13 | Spagna (bandiera) | P     | Unai Agirre         |
| 14 | Spagna (bandiera) | D     | Iñigo Muñoz         |
| 15 | Spagna (bandiera) | D     | Imanol Baz          |
| 16 | Spagna (bandiera) | C     | Ander Vidorreta     |
| 17 | Spagna (bandiera) | D     | José Carlos Márquez |
| 18 | Spagna (bandiera) | D     | Miguel Santos       |
| 19 | Spagna (bandiera) | D     | Victor Eimil        |
| 20 | Spagna (bandiera) | C     | Alberto Solís       |
| 21 | Spagna (bandiera) | C     | Asier Córdoba       |
| 22 | Spagna (bandiera) | D     | Julio Martínez      |
| 23 | Spagna (bandiera) | C     | Alex Cerdá          |